# 5miinust
5miinust (estilizado como 5MIINUST) é um grupo de hip hop estónio formado em Võsu em 2015. Representaram a Estónia no Festival Eurovisão da Canção de 2024 ao lado de Puuluup com a canção «(Nendest) narkootikumidest ei tea me (küll) midagi».
Os membros fundadores do grupo são Estoni Kohver, Päevakoer, Põhja-Korea e Lancelot. A estes juntou-se um quinto membro, Venelane (Pavel Bocharov), que anunciou no verão de 2023 que deixaria a banda. Desde então, o grupo tem estado novamente ativo com a formação original.

## História
Fundado em Võsu, no condado de Viru Ocidental, o grupo 5miinust ganhou proeminência em 2018, ano em que ambos os álbuns de estúdio «Aasta plaat» e «Rämmar», lançados em 2016 e 2017 respetivamente, pela Legendaarne Records, entraram no top 20 da tabela dos álbuns mais vendidos a nível nacional, tornando-se dois dos 18 álbuns mais bem sucedidos em 2018.  No ano seguinte, gravaram o single «Aluspükse» com Nublu, que passou seis semanas consecutivas no topo da Eesti Tipp-40 tornando-se a terceira canção mais vendida nas plataformas da Estónia em 2019. Também no mesmo ano, assinaram contrato com a filial báltica da Universal Music Group, uma editora através da qual lançaram os seguintes singles: «Paaristõuked», «Peo lõpp» e «Loodus ja hobused», todos os três em primeiro lugar no Eesti Tipp-40.
Como parte dos prémios da música da Estónia, eles ganharam na categoria de «Artista do Ano» em duas ocasiões, além de receberem mais duas nomeações. as well as receiving two additional nominations.
Em novembro de 2023, os 5miinust e Puuluup foram anunciados como um dos semi-finalistas do «Eesti Laul» de 2024, a seleção da Estónia para o Festival Eurovisão da Canção de 2024, com a canção «(Nendest) narkootikumidest ei tea me (küll) midagi» (em português: «Nós (não) sabemos nada sobre (estas) drogas»). A seleção qualificou-se para a final durante a primeira ronda da semi-final. Acabaram por vencer a final e representaram a Estónia no festival europeu.

## Discografia

### Álbum em estúdio
- 2016: Aasta plaat
- 2017: Rämmar

### EPs
- 2018: Niid for spiid
- 2021: Kõik on süüdi

### Singles
- 2017: Erootika pood
- 2018: Võlg (feat. Tigran & 372)
- 2018: Jõul (feat. Sass Henno)
- 2018: Aitäh (feat. Sass Henno)
- 2019: Tsirkus (com Nublu e Pluuto)
- 2019: Lendan (feat. Orelipoiss)
- 2019: Tasuta
- 2019: Aluspükse (com Nublu)
- 2019: Paaristõuked (com Villemdrillem)
- 2020: Peo lõpp
- 2020: Loodus ja hobused (com Hendrik Sal-Saller)
- 2021: Gloria/Buffalo
- 2021: Koptereid
- 2022: Vamos
- 2023: Kõrvetab/Kallab (com Nublu)
- 2023: (Nendest) narkootikumidest ei tea me (küll) midagi – com Puuluup